# Kertaraharja (Pedes)
Kertaraharja is een bestuurslaag in het regentschap Karawang van de provincie West-Java, Indonesië. Kertaraharja telt 6439 inwoners (volkstelling 2010).